# Wanops coecus
Wanops coecus là một loài nhện trong họ Oonopidae.
Loài này thuộc chi Wanops. Wanops coecus được miêu tả năm 1938 bởi Ralph Vary Chamberlin & Ivie.